# Bothus pantherinus
Bothus pantherinus es una especie de pez de la familia Bothidae en el orden de los Pleuronectiformes.

## Hábitat
Es un pez de mar.

## Distribución geográfica
Se encuentra desde las  costas del Mar Rojo y del Golfo Pérsico hasta las Hawái, las Islas Marquesas, las Islas de la Sociedad y sur del Japón.